# J. De Tilloux
Georgius Hendricus Josephus De Tilloux (Ordingen, 22 september 1843 – Zelzate, mei 1925) was een Belgisch ondernemer en politicus voor de Liberale Partij.
In 1903 werd hij schepen in Zelzate en werd burgemeester van Zelzate toen burgemeester Auguste De Clerck overleed in 1904.

## Referentie
1. ↑  Overlijdensbericht J. De Tilloux; Het Laatste Nieuws. Gearchiveerd op 12 augustus 2023.